# Liste der Baudenkmale in Goslar - Petersilienstraße
In der Liste der Baudenkmale in Goslar - Petersilienstraße sind alle Baudenkmale in der Petersilienstraße der niedersächsischen Gemeinde Goslar aufgelistet. Die Quelle der Baudenkmale ist der Denkmalatlas Niedersachsen. Der Stand der Liste ist der 15. Oktober 2022.

## Allgemein
In den Spalten befinden sich folgende Informationen:
- Lage: die Adresse des Baudenkmales und die geographischen Koordinaten. Kartenansicht, um Koordinaten zu setzen. In der Kartenansicht sind Baudenkmale ohne Koordinaten mit einem roten Marker dargestellt und können in der Karte gesetzt werden. Baudenkmale ohne Bild sind mit einem blauen Marker gekennzeichnet, Baudenkmale mit Bild mit einem grünen Marker.
- Bezeichnung: Bezeichnung des Baudenkmales
- Beschreibung: die Beschreibung des Baudenkmales. Unter § 3 Abs. 2 NDSchG werden Einzeldenkmale und unter § 3 Abs. 3 NDSchG Gruppen baulicher Anlagen und deren Bestandteile ausgewiesen.
- ID: die Objekt-ID des Baudenkmales
- Bild: ein Bild des Baudenkmales, ggf. zusätzlich mit einem Link zu weiteren Fotos des Baudenkmals im Medienarchiv Wikimedia Commons. Wenn man auf das Kamerasymbol klickt, können Fotos zu Baudenkmalen aus dieser Liste hochgeladen werden:

Zurück zur Hauptliste
| Lage                                                 | Bezeichnung                  | Beschreibung | ID       | Bild |
| ---------------------------------------------------- | ---------------------------- | --- | -------- | ---- |
| Petersilienstraße 51° 54′ 32″ N, 10° 25′ 43″ O       | Straßenraum                  | | 36592564 |      |
| Petersilienstraße 1 51° 54′ 30″ N, 10° 25′ 39″ O     | Wohn-/ Wirtschaftsgebäude    | Dreigeschossiger Fachwerkbau mit Satteldach in Schieferdeckung (straßenseitig), traufständig. Fassade fachwerksichtig; Däle im 19. Jh. verbaut, Einbau einer Tordurchfahrt, 1928 Ladeneinbau; Oberstock vermutlich im 19. Jh. erneuert, mit schmalen Zwischengefachen, Vorkragung des Oberstocks auf waagerecht profilierten Knaggen, Windbretter zwischen den Balkenköpfen, Schwelle mit Trapezfries.                                                    | 36606062 | BW   |
| Petersilienstraße 2 51° 54′ 30″ N, 10° 25′ 39″ O     | Wohn-/ Geschäftshaus         | Dreigeschossiger Fachwerkbau mit Satteldach in Ziegeldeckung, traufständig. Fassade fachwerksichtig, Stockwerksbauweise ohne Vorkragungen; EG mit Ladeneinbau und Schaufensterverglasung, seitliche Tordurchfahrt. | 36606092 |      |
| Petersilienstraße 2 51° 54′ 30″ N, 10° 25′ 40″ O     | Hinterhaus                   | Zweigeschossiger Fachwerkbau mit Pultdach, frei stehend. Fassade fachwerksichtig, Giebelseite mit Eternitplatten verkleidet. | 36583880 | BW   |
| Petersilienstraße 3 – 4 51° 54′ 31″ N, 10° 25′ 40″ O | Wohn-/ Geschäftshaus         | Zweigeschossiger Massivbau mit Satteldach in Ziegeldeckung, mittiges Zwerchhaus samt Erker im 1. OG; traufständig. Fassade im EG mit Schaufensterverglasung, im OG mauerwerkssichtig, mit Pilastergliederung und Fensterfascien in Naturstein, in eklektizistischen Formen. | 36606120 |      |
| Petersilienstraße 5 51° 54′ 31″ N, 10° 25′ 41″ O     | Bäckerei Huwald              | Dreigeschossiger Massivbau mit Satteldach in Ziegeldeckung, traufständig. Fassade verputzt, Fensteröffnungen mit Backsteinmauerwerk eingefasst, im EG Korbbogenöffnungen mit Schaufensterverglasung, OGs mit Fenster in Segmentbogenöffnungen, teilweise in Zweier- und Dreier-Bahnen gekoppelt. | 36606151 |      |
| Petersilienstraße 8 51° 54′ 32″ N, 10° 25′ 42″ O     | Wohn-/ Geschäftshaus         | Zweigeschossiger Fachwerkbau mit Satteldach in Ziegeldeckung, traufständig. Fassade fachwerksichtig, EG mit Ladeneinbau und Schaufensterverglasung, OG mit schmalen Zwischengefachen. | 36562010 |      |
| Petersilienstraße 9 51° 54′ 32″ N, 10° 25′ 43″ O     | Wohn-/ Geschäftshaus         | Eingeschossiger Fachwerkbau mit Satteldach in Ziegeldeckung, Eckhaus, traufständig zum Vogelsang. Fassade fachwerksichtig, Giebelbereich zur Petersilienstraße mit Schiefer verkleidet. | 36562032 |      |
| Petersilienstraße 12 51° 54′ 32″ N, 10° 25′ 44″ O    | Wohnhaus                     | Zweigeschossiger Fachwerkbau mit Satteldach in Ziegeldeckung, traufständig. Fassade fachwerksichtig, mit schmalen Zwischengefachen. Hofseitig eingeschossiger Seitenflügel in Fachwerkbauweise. | 36537803 |      |
| Petersilienstraße 13 51° 54′ 32″ N, 10° 25′ 45″ O    | Wohnhaus                     | Zweigeschossiger Fachwerkbau mit Satteldach in Ziegeldeckung, traufständig. Fassade fachwerksichtig, mit schmalen Zwischengefachen. | 36537831 |      |
| Petersilienstraße 14 51° 54′ 33″ N, 10° 25′ 45″ O    | Wohnhaus                     | Zweigeschossiger Fachwerkbau mit Satteldach in Ziegeldeckung, traufständig. Fassade fachwerksichtig, mit schmalen Zwischengefachen. Inschrift auf Kellerfenstersturz: „H.P.C.B. 1799“. | 36537859 |      |
| Petersilienstraße 15 51° 54′ 33″ N, 10° 25′ 45″ O    | Wohnhaus                     | Zweigeschossiger Fachwerkbau mit Satteldach in Ziegeldeckung, traufständig. Fassade mit Schiefer verkleidet. | 36537887 |      |
| Petersilienstraße 16 51° 54′ 33″ N, 10° 25′ 46″ O    | Wohn-/ Geschäftshaus         | Zweigeschossiger Fachwerkbau mit Satteldach in Ziegeldeckung, traufständiges Eckhaus. Fassade im EG mit Ladeneinbau und Schaufensterverglasung, OG fachwerksichtig, mit schmalen Zwischengefachen, Ecke mit figürlicher Schnitzerei eingerahmt. | 36606179 |      |
| Petersilienstraße 16a 51° 54′ 33″ N, 10° 25′ 46″ O   | Wohnhaus                     | Zweigeschossiger Fachwerkbau mit Satteldach in Ziegeldeckung, traufständig. Fassade fachwerksichtig, mit schmalen Zwischengefachen. | 36537915 |      |
| Petersilienstraße 16 51° 54′ 33″ N, 10° 25′ 47″ O    | Wohn- und Wirtschaftsgebäude | | 36565574 |      |
| Petersilienstraße 17 51° 54′ 33″ N, 10° 25′ 47″ O    | Wohnhaus                     | Errichtet 1927–28 nach Entwürfen des Goslarer Baumeisters Walther Illig für den Klempnermeister Richard Schumacher. Zweigeschossiger Massivbau mit Mansarddach in Ziegeldeckung und Zwerchhäusern, traufständiges Eckhaus. Fassade verputzt, Sockel in Backsteinmauerwerk, im OG Fensteröffnungen durch Gesimsbänder zu horizontalem Fensterband zusammengefasst.                                                                                         |          |      |
| Petersilienstraße 18 51° 54′ 34″ N, 10° 25′ 49″ O    | Wohnhaus                     | Errichtet 1927–28 nach Entwürfen des Goslarer Baumeisters Walther Illig für den Klempnermeister Richard Schumacher. Zweigeschossiger Massivbau mit Mansarddach in Ziegeldeckung und Zwerchhäusern, traufständiges Eckhaus. Fassade verputzt, Sockel in Backsteinmauerwerk, im OG Fensteröffnungen durch Gesimsbänder zu horizontalem Fensterband zusammengefasst.                                                                                         | 39946454 |      |
| Petersilienstraße 23 51° 54′ 33″ N, 10° 25′ 45″ O    | Wohnhaus                     | Zweigeschossiger Fachwerkbau mit Satteldach in Ziegeldeckung, traufständiges Eckhaus. Fassade fachwerksichtig, Zwischengeschosse mit Andreaskreuzen ausgefacht. | 36538004 |      |
| Petersilienstraße 23 51° 54′ 34″ N, 10° 25′ 45″ O    | Wohnhaus                     | | 36582856 |      |
| Petersilienstraße 25 51° 54′ 33″ N, 10° 25′ 44″ O    | Wohnhaus                     | Zweigeschossiger Fachwerkbau mit Satteldach in Ziegeldeckung und mittigem Zwerchhaus, traufständig. Fassade mit Blechplatten verkleidet, Giebel- und Hofseite fachwerksichtig. | 36538059 |      |
| Petersilienstraße 26 51° 54′ 32″ N, 10° 25′ 43″ O    | Wohnhaus                     | Zweigeschossiger Fachwerkbau mit Satteldach in Ziegeldeckung, traufständiges Eckhaus; westlicher Erweiterungsbau mit Garage. Fassade mit Schiefer verkleidet, EG mit Ladeneinbau und Schaufensterverglasung. | 36538084 |      |
| Petersilienstraße 28 51° 54′ 32″ N, 10° 25′ 42″ O    | Wohnhaus                     | Dreigeschossiger Fachwerkbau mit Satteldach in Schieferdeckung, traufständiges Eckhaus. Fassade fachwerksichtig, Erd- und Zwischengeschoss in Ständerbauweise, Oberstock (ehemaliger Speicherboden) vorkragend, in Stockwerksbauweise; Wohnteil um 1700 ausgebaut und erweitert. Regelmäßige Gefacheinteilung, regelmäßige Fußstreben, Eckgefache mit durchkreuzten Rauten; Schwelle mit Trapezfries, an der Traufkante Windbretter zwischen den Knaggen. | 36538132 |      |
| Petersilienstraße 29 51° 54′ 32″ N, 10° 25′ 41″ O    | Wohnhaus                     | Dreigeschossiger Fachwerkbau mit Satteldach in Ziegeldeckung, traufständig. Fassade fachwerksichtig, EG mit Schaufensterverglasung; Fachwerk mit regelmäßigen Fußstreben, 1. OG um 1700 ausgebaut, mit gebuckelten Fußstreben, Füllhölzer unterhalb der Schwellen horizontal profiliert, mit farbiger Fassung. | 36538162 |      |
| Petersilienstraße 30 51° 54′ 32″ N, 10° 25′ 41″ O    | Wohn-/ Geschäftshaus         | Zweigeschossiger Fachwerkbau mit mittigem Zwerchhaus, Satteldach in Ziegeldeckung, traufständig. Fassade mit Holz verschalt, Erdgeschoss mit Schaufensterverglasung. | 36606207 |      |
| Petersilienstraße 30 51° 54′ 32″ N, 10° 25′ 41″ O    | Hinterhaus                   | Zweigeschossiges Gebäude mit Satteldach in Ziegeldeckung, mittiges Zwerchhaus mit Ladeluke. Fassade mit Holz verschalt, Giebelseite im OG mit Ziegeln verkleidet. | 36583540 | BW   |
| Petersilienstraße 31 51° 54′ 32″ N, 10° 25′ 41″ O    | Wohnhaus                     | Zweigeschossiger Fachwerkbau mit Satteldach in Ziegeldeckung, traufständig; rückwärtig zweigeschossiger Hofflügel mit Pultdach in Ziegeldeckung. Fassade fachwerksichtig, mit schmalen Zwischengeschossen; EG mit Ladeneinbau und Schaufensterverglasung. | 36538193 |      |
| Petersilienstraße 32 51° 54′ 32″ N, 10° 25′ 40″ O    | Wohnhaus                     | Zweigeschossiger Fachwerkbau mit mittigem Zwerchhaus und Satteldach in Ziegeldeckung, traufständig. Fassade fachwerksichtig, Brüstungsgefache mit gebuckelten Fußstreben; EG mit Ladeneinbau und Schaufensterverglasung. | 36538221 |      |
| Petersilienstraße 32 51° 54′ 32″ N, 10° 25′ 40″ O    | Hinterhaus                   | Zweigeschossiger Fachwerkbau mit Satteldach in Ziegeldeckung, frei stehend. Fassade fachwerksichtig, Giebelseite verputzt. | 36580673 |      |
| Petersilienstraße 36 51° 54′ 31″ N, 10° 25′ 38″ O    | Wohn-/ Geschäftshaus         | Dreigeschossiger Fachwerkbau mit Walmdach mit Ziegeldeckung, traufständiges Eckhaus. 2. OG 1884 aufgestockt. Fassade im EG mit Schaufensterfront und zurückgesetzter Gebäudeecke, OGs mit Schiefer verkleidet. | 36606263 | BW   |